# Sitticus dzieduszyckii
Sitticus dzieduszyckii is een spinnensoort in de taxonomische indeling van de springspinnen (Salticidae).
Het dier behoort tot het geslacht Sitticus. De wetenschappelijke naam van de soort werd voor het eerst geldig gepubliceerd in 1870 door Ludwig Carl Christian Koch.